# 正子内親王 (嵯峨天皇皇女)
正子内親王（まさこないしんのう、弘仁元年〈810年〉 - 元慶3年3月23日〈879年4月18日〉）は、第52代嵯峨天皇の皇女。母は皇后橘嘉智子（檀林皇后）。第53代淳和天皇の皇后。同母兄弟に仁明天皇。

## 生涯
弘仁元年（810年）に誕生。これは『日本三代実録』の元慶3年23日条の崩御記事に記された享年からの逆算である。一方貞観10年12月22日条には太皇太后（正子内親王）の60歳の算賀が行われたと記されており、ここから逆算すると大同4年（809年）生まれとなる。崩御記事の享年が誤りなのか、何らかの事情で算賀が本来の予定よりも繰り上げられて行われたものなのかを判断する史料は現時点では存在しない。弘仁元年説では、同母兄弟の仁明天皇は同年の生まれのため、双子の兄弟だったと推定されている。ただし、『日本三代実録』元慶6年5月14日条（逸文）から仁明天皇の生年月日が弘仁元年9月24日であることを指摘した歴史学者の遠藤慶太は、仁明天皇と正子内親王が双子であることを明記した史料をないことを理由に判断を保留した上で、正子が大同4年生まれである可能性も考慮して、正子を天皇の「姉」と表記している。また、崩御記事には嵯峨天皇の「長女」と記載されているが、大同2年に有智子内親王（斎院）が誕生し、大同4年に仁子内親王が斎宮に選ばれているため、（皇后所生の長女ではあるが）嵯峨天皇の「長女」ではないと考えられている。
弘仁14年（823年）頃、叔父の淳和天皇に入内、3人の皇子を産んだ。天長4年（827年）皇后に冊立。同10年（833年）に淳和天皇が譲位、皇太后となる。同時に第一皇子の恒貞親王が仁明天皇の皇太子に立つ。承和7年（840年）、淳和上皇の崩御に伴い落飾。同9年（842年）、恒貞親王が承和の変で廃太子、正子内親王も出家。仁寿4年（854年）太皇太后。貞観2年（860年）天台座主「円仁」より受戒、法名は良祚（りょうそ）。元慶3年（879年）崩御、享年70。
容貌美しく、しとやかで優しい女性で、母親としての徳もよく備えていたという。しかし恒貞親王が承和の変で廃されると、この陰謀に関わったとみられる母・太皇太后橘嘉智子を激しく怒り泣いて恨んだと『日本三代実録』に伝える。その後は仏教に篤く帰依し、父・嵯峨上皇の後院だった嵯峨院を大覚寺に改め僧尼のための医療施設である済治院を置いたり、夫・淳和上皇の後院だった淳和院を尼道場にしたりして救民に力を尽くした。
陵墓は円山陵墓（参考地）、京都府京都市右京区嵯峨大覚寺門前登り町にある。

## 登場する作品
- 三枝和子『淳和院正子』講談社, 1999